# Mike Schilder
Mike Schilder (Eindhoven, 26 mei 1994) is een Nederlands professioneel basketballer die speelt voor Landstede Basketbal uit Zwolle in de DBL.

## Carrière
In het seizoen 2014/15 won Schilder zijn eerste landskampioenschap met SPM Shoeters, nadat Donar in de Finale met 4–1 verslagen werd. In juli 2016 vertrok Schilder naar Landstede Basketbal

## Erelijst
- Landskampioen (2015)
- NBB-Beker (2016)
- Supercup (2013)

## Links
- DBL Profiel